# Duch Kijowa
Duch Kijowa (ukr. Привид Києва) – rzekomy ukraiński as myśliwski latający MiGiem-29, który zestrzelił 6 rosyjskich samolotów, broniąc Kijowa podczas inwazji Rosji na Ukrainę rozpoczętej 24 lutego 2022. Zgodnie z doniesieniami Służby Bezpieczeństwa Ukrainy do 27 lutego zestrzelił 10 rosyjskich samolotów. Jego istnienie nie zostało potwierdzone, ale wpłynęło na morale strony ukraińskiej.

## Historia

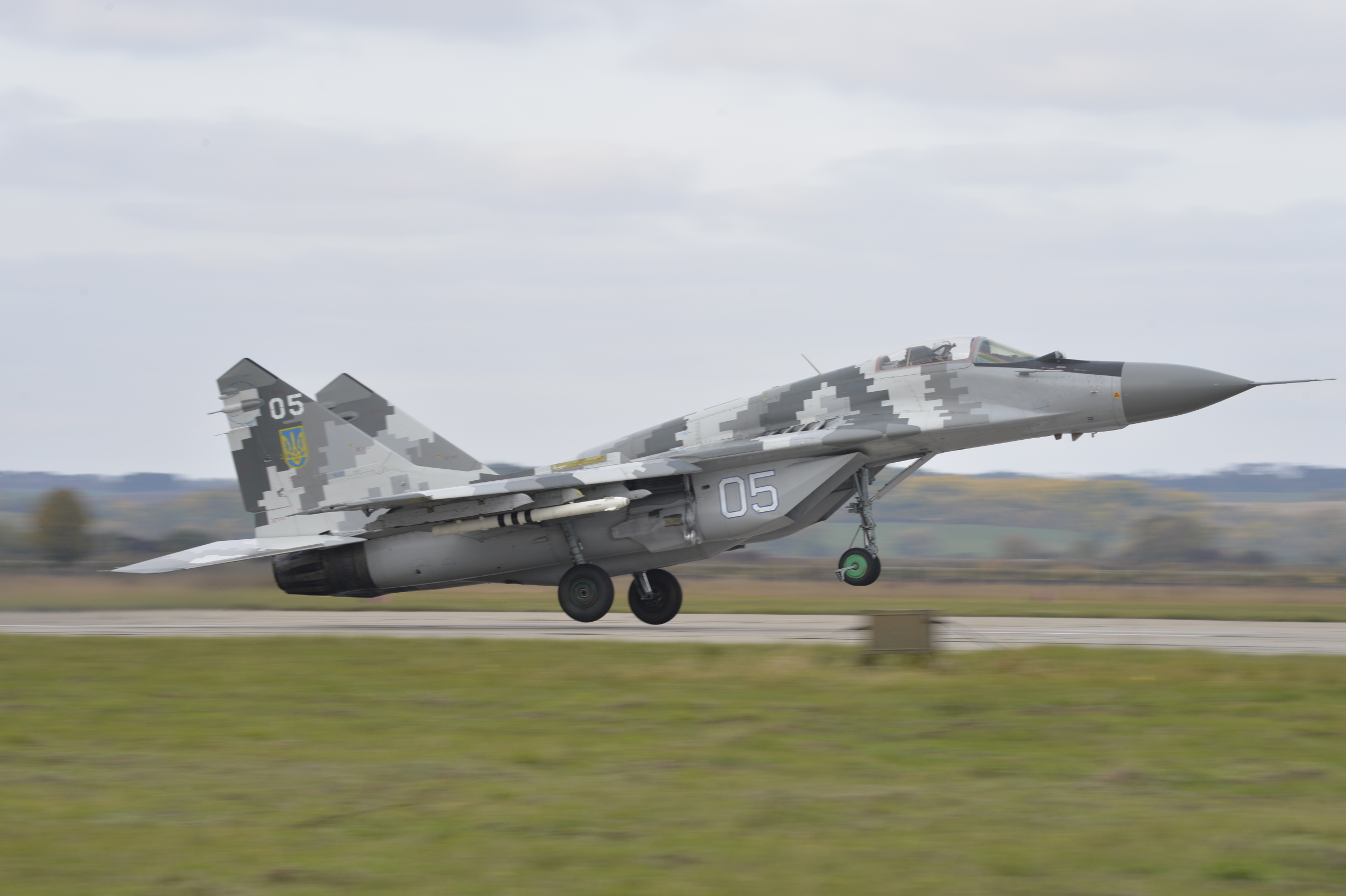
MiG-29 Sił Powietrznych Ukrainy (2018)

Po pierwszym dniu Inwazji Rosji na Ukrainę w lutym 2022 roku w mediach społecznościowych pojawiły się doniesienia o pilocie, który zestrzelił kilka rosyjskich myśliwców. Rzekomy pilot MiGa-29 został nazwany przez Ukraińców „Duchem Kijowa”. Miał on wygrać 6 potyczek nad Kijowem w 30 pierwszych godzinach Inwazji, strącił dwa Su-35, dwa Su-25, jeden Su-27 i jednego MiGa-29. Jeżeli postać jest prawdziwa, jest to pierwszy as XXI wieku.
Ministerstwo Obrony Ukrainy potwierdziło zestrzelenia. Duchem Kijowa może być jeden z kilku doświadczonych pilotów, którzy wrócili do Ukrainy po agresji Rosji. W tweecie nazwano Ducha Kijowa „powietrznym mścicielem”. Ukraiński dowódca Waleri Załużny potwierdził, że potwierdzono 6 zestrzeleń, ale jest możliwe, że było ich więcej.
Były prezydent Ukrainy Petro Poroszenko zamieścił na Twitterze fotografię pilota, który rzekomo jest Duchem Kijowa. Później odkryto, że zdjęcie pochodzi z postu Ministerstwa Obrony Ukrainy z 2019 roku i przedstawia pilota testującego nowy rodzaj hełmu. Niektóre źródła twierdzą, że Duch Kijowa to miejska legenda, jednak jest on uważany za czynnik, który znacznie podniósł ukraińskie morale.
27 lutego Służba Bezpieczeństwa Ukrainy umieściła post na Facebooku, w którym twierdzi, że Duch Kijowa zestrzelił już 10 wrogów. Było to wówczas jedyne oficjalne źródło informacji o pilocie. Pod koniec kwietnia 2022 pojawiły się w prasie spekulacje, że „Duchem Kijowa” miałby być zestrzelony w połowie marca ukraiński pilot, major Stiepan Tarabałka i że przed śmiercią zdołał zestrzelić 40 rosyjskich samolotów. Służby informacyjne dowództwa ukraińskich sił zbrojnych jednak w specjalnym oświadczeniu wydanym 30 kwietnia zaprzeczyły tej pogłosce, pisząc m.in. Герой України Степан Тарабалка НЕ «Привид Києва» і він НЕ збив 40 літаків (pol. „Bohater Ukrainy Stiepan Tarabałka NIE JEST «Duchem Kijowa» i NIE zestrzelił 40 samolotów”).

## Morale
Duch Kijowa został uznany za jeden z czynników podnoszących morale Ukraińców podczas inwazji Rosji na Ukrainę. Miejska legenda nie jest uznawana za wytwór władz, wpisy o nim były udostępniane przez społeczność zanim pojawiły się artykuły w państwowych mediach.
Generowane komputerowo „nagranie” Ducha Kijowa podczas walki zostało zrobione przy użyciu gry Digital Combat Simulator i udostępnione na YouTube. Autor wyraźnie zaznaczył w opisie, że nie jest to prawdziwe nagranie, a jedynie miało zagrzewać do walki. Wideo zostało udostępnione na oficjalnym koncie Sił Zbrojnych Ukrainy na Twitterze. Filmik zyskał popularność w mediach społecznościowych, często z tytułem wprowadzającym w błąd. Newsweek donosi, że „Brak jest dowodów na istnienie «Ducha Kijowa»”.
26 lutego w mediach społecznościowych pojawiła się podobna informacja o ukraińskim żołnierzu wojsk lądowych o pseudonimie „Ukraiński Żniwiarz”, który rzekomo zabił ponad 20 rosyjskich żołnierzy podczas samotnej walki.